# ピン・ポイント (ジョージア州)
ピン・ポイント (Pin Point) は、アメリカ合衆国ジョージア州チャタム郡の非法人地域。当地は、サバンナの南東11マイル (18 km)にあり、サバンナ大都市圏の一部に含まれている。ピン・ポイントは、幅が1 mi (1.6 km)、長さが1.6 mi (2.6 km)ほどあり、海抜13 ft (4.0 m)である。この町は、長きにわたりガラ語を母語とするガラ人のコミュニティが存続していること、また、合衆国最高裁判所判事であるクラレンス・トーマスの出生地として、広く知られている。
この農村的な集落は、南北戦争後に奴隷制度の廃止を受けて、解放奴隷の町として創建され、1890年代に近傍のオッサバウ島、グリーン (Green) 島、スキダウェイ島などからやって来た人々が入植した。1897年、住民たちはスウィートフィールド・オブ・エデン (Sweetfield of Eden) というバプテスト教会を建立した。1926年には、当時は十分に資金が投じられていない人種隔離された学校にしか行けなかった南部のアフリカ系アメリカ人の子どもたちのために、新たに学校を建設する運動の一環として、ピン・ポイントにもローゼンウォルド学校が建設された。
この町は、ムーン (Moon) 川の支流であるシップヤード・クリーク (Shipyard Creek) の岸に位置している。周辺の土地には、オークの巨木の林や、氾濫原の沼が広がっており、蟹や牡蠣の生息地もある。1920年代から1980年代にかけて、当地におけるおもな産業は、蟹や牡蠣の缶詰製造業であった。
ピン・ポイントは、小規模な、アフリカ系アメリカ人が多数を占めるコミュニティであり続けており、ガラ語話者のコミュニティがが確立されている。彼らは、その起源であり、かつての先祖たちが、合衆国で奴隷化されたるために捕えられた西アフリカとの数多くの文化的結びつきを保存できている。
ガラ語は、英語を基盤とし、アフリカ系の言語にも由来する、アメリカ合衆国において唯一のクレオール言語であり、ピン・ポイントにおいて用いられている。この言語を母語とする話者が町に何人いるかは分かっていないが、南東部の海岸地帯には、およそ 5,000人のセミ・スピーカー (semi-speakers) と 300人ほどの母語話者がいるとされる。合衆国最高裁判所判事であるクラレンス・トーマスは、かつてはギーチー (Geechee) 語と称されたガラ語の母語話者である。彼は、最高裁判所における自身の沈黙について、十代の頃、自分以外は全員白人という学校で、彼が「標準的な英語」を喋らないことを馬鹿にされた経験に基づくものだと述べている。ピン・ポイント遺産博物館 (Pin Point Heritage Museum) は、かつてのヴァーン・アンド・サンズ牡蠣・蟹缶詰工場 (the Varn and Sons Oyster and Crab Canning Factory) の跡にあり、ガラ/ギーチー文化とコミュニティについての展示をおこなっている。